# 芸予要塞

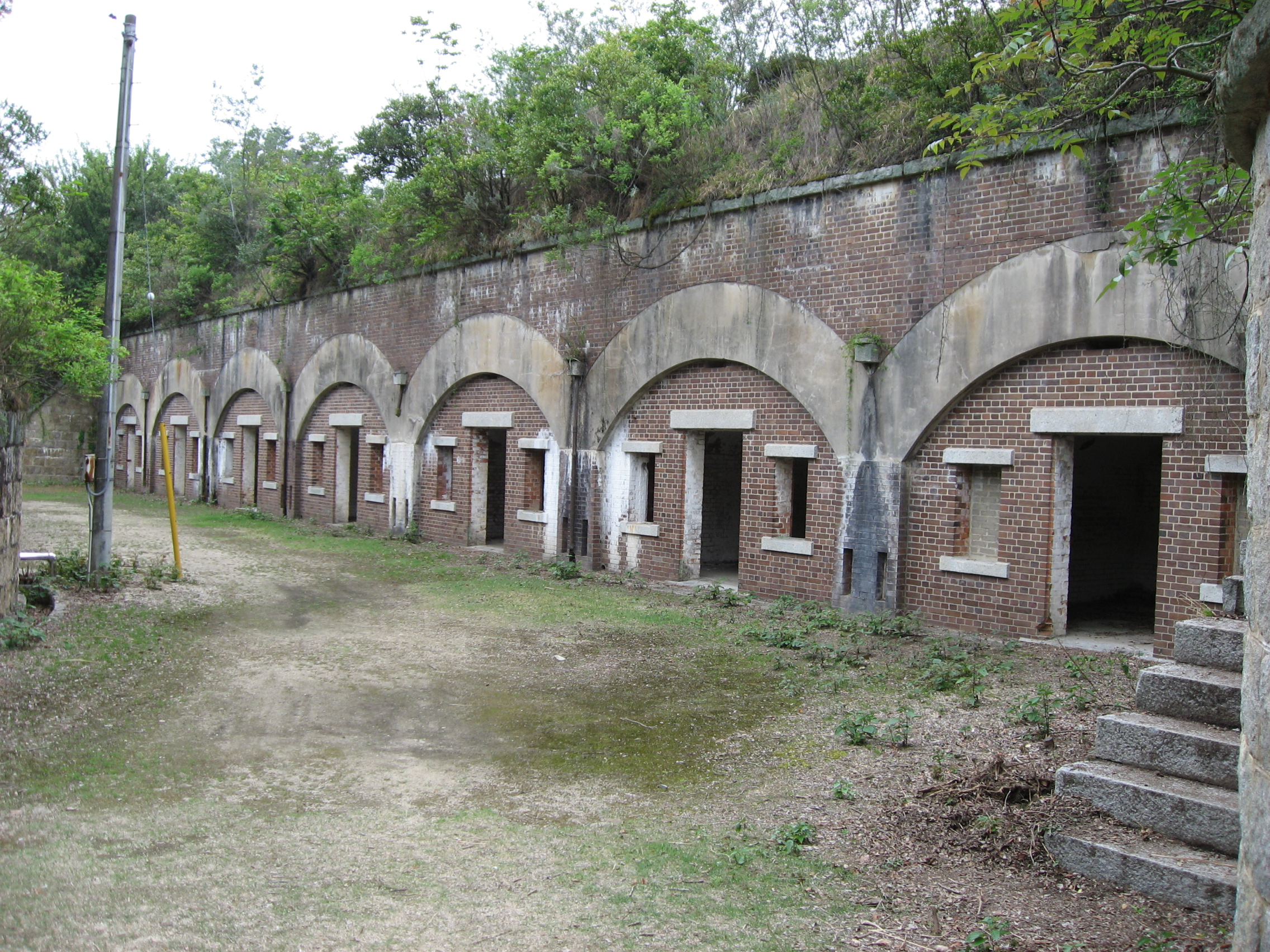
大久野島中部砲台跡

芸予要塞（げいよようさい、旧字体：藝豫要塞）とは、瀬戸内海の忠海海峡と来島海峡の線に設置された大日本帝国陸軍の要塞である。1897年（明治30年）3月に建設が開始された。

## 概要
瀬戸内海への敵艦船の侵入を阻止するため、紀淡海峡・鳴門海峡・豊予海峡・下関海峡に要塞砲台の設置が検討された。しかし豊予海峡のみは、当時の要塞砲（海岸砲）の最大射程よりも広い幅であったため、芸予要塞が計画された。
芸予要塞の防禦線の選定は、1873年に陸軍雇教師・フランス軍マルクリー中佐の海岸防禦法案を始めとして種々検討を重ね、1897年6月に6箇所に砲台を設置する最終案を決定した。
砲台建設は1897年3月大久野島北部砲台から開始され、1902年2月までにすべての砲台が竣工し、備砲工事も完了した。
豊予要塞の建設が決定したことから存在意義を失い、1924年12月に廃止された。

## 年譜
- 1873年（明治6年） - マルクリー中佐の海岸防禦法案提出
- 1897年（明治30年）3月 - 大久野島北部砲台着工
  - 6月 - 最終案決定
- 1898年（明治31年）2月 - 大久野島南部砲台着工
  - 10月 - 大久野島中部砲台着工
- 1899年（明治32年）3月 - 来島南部砲台着工
  - 5月 - 来島中部砲台着工
  - 11月 - 来島北部砲台着工
  - 11月 - 芸予要塞砲兵大隊設置。同月11日、大隊本部、広島県豊田郡忠海町で事務を開始[1]。
- 1900年（明治33年）6月 - 大久野島北部砲台・来島南部砲台竣工
  - 6月25日 - 芸予要塞司令部が豊田郡忠海町に開庁[2]。
  - 8月 大久野島南部砲台竣工
- 1901年（明治34年）3月 - 大久野島中部砲台・来島中部砲台竣工
- 1902年（明治35年）2月 - 来島北部砲台竣工
- 1924年（大正13年）12月 - 廃止

## 主要な施設
- 大久野島北部砲台
- 大久野島中部砲台
- 大久野島南部砲台

※以下の砲台は名称に来島が冠されているが所在地は小島である（土木学会選奨土木遺産）。
- 来島北部砲台
- 来島中部砲台
- 来島南部砲台

## 歴代司令官
本職・芸予要塞砲兵大隊長
- （兼）倉橋豊家 砲兵少佐：1900年5月4日 -
- （兼）内藤滝蔵 砲兵少佐：1904年5月7日 - 1906年4月13日
- （兼）松丸松三郎 砲兵中佐：1906年4月13日 - 1907年10月9日
- （兼）小林盛衛 砲兵少佐：1907年10月9日 -

本職・芸予重砲兵大隊長
- （兼）山中茂 砲兵少佐：1907年11月13日 - 1911年11月22日
- （兼）角徳一 砲兵少佐：1911年11月22日 - 1913年8月22日
- （兼）安井義之助 砲兵少佐：1913年8月22日 - 1914年1月13日
- （兼）西郡菊之助 砲兵少佐：1914年1月13日 - 1915年8月10日
- （兼）記録勇助 砲兵少佐：1915年8月10日 - 1916年5月2日
- （兼）久間盛一 砲兵中佐：1916年5月2日 -

本職・広島湾要塞司令官
- （兼）川瀬房四 少将：不詳 - 1920年8月10日[4]
- （兼）鳴滝紫麿 少将：1920年8月10日[4] - 1921年7月20日[5]
- （兼）浅岡信三郎 少将：1921年7月20日[5] - 1923年8月6日[6]
- （兼）大平善市 少将：1923年8月6日[6] - 1924年1月18日[7]
- （兼）山内岳造 少将：1924年1月18日 - 1924年12月15日[8]
- （兼）境孫四郎 少将：1924年12月15日[8] - 1925年5月1日